# Saint-Bris-le-Vineux
Saint-Bris-le-Vineux é uma comuna francesa na região administrativa de Borgonha-Franco-Condado, no departamento de Yonne. Estende-se por uma área de 30,76 km². Em 2010 a comuna tinha 1 047 habitantes (densidade: 34 hab./km²).